# Elezioni politiche suppletive in Francia del 1965
Le elezioni politiche suppletive francesi del 1965 sono le elezioni tenute in Francia nel corso del 1965 per eleggere deputati dell'assemblea nazionale dei collegi uninominali rimasti vacanti. 

## Risultati

### 11° collegio della Senna
Le elezioni politiche suppletive nell'11° collegio della Senna si sono tenute il 19 settembre per eleggere un deputato per il seggio lasciato vacante da Raphaël Touret (UNR), a seguito della sua morte il 17 giugno 1965. Poiché Roger Frey ha ottenuto la maggioranza dei voti al primo turno, non è stato necessario procedere al ballottaggio.

## Riepilogo
| Data 1º turno | Ballottaggio   | Circoscrizione | Collegio | Parlamentare uscente | Partito | Parlamentare eletto | Partito |
| ------------- | -------------- | -------------- | -------- | -------------------- | ------- | ------------------- | ------- |
| 19 settembre  | Non necessario | Senna          | 11°      | Raphaël Touret       | UNR     | Roger Frey          | UNR     |